# Alex Jones

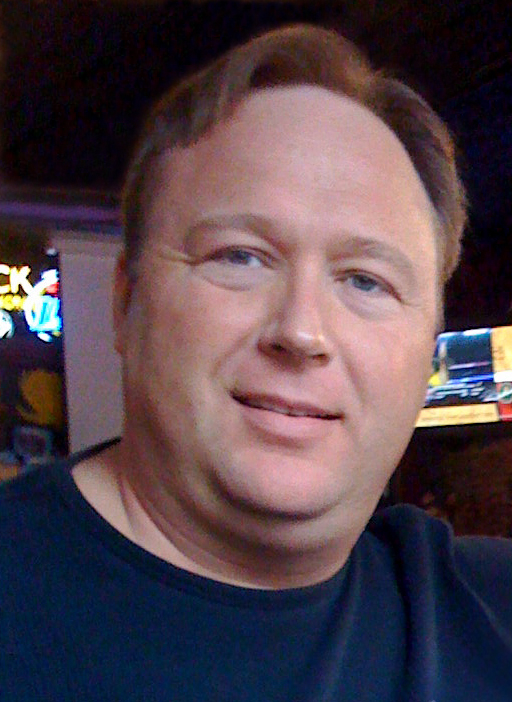
Alex Jones

Alexander Emerick Jones (Dallas, Texas, 1974. február 11. –) amerikai műsorvezető, dokumentumfilmes.

## Élete
Dallasban született, majd a texasi Rockwallban nőtt fel. Édesapja fogorvos. Az austini (Texas) Anderson középiskolában végzett, majd az Austini Közösségi Főiskolára járt, de diplomát végül nem szerzett. Tinédzserként olvasta Gary Allentől a None Dare Call It Conspiracy-t, amely erősen befolyásolta őt.

## Munkásságai
Első műsorvezetői munkája egy betelefonálós műsor házigazdai szerepe egy austini kábelcsatornán.
- 1996-tól a nevadai KJFK rádióállomásnál a The Final Edition című műsor vezetője.
- 1998-ban jelenik meg első dokumentumfilmje az Amerika szándékos elpusztítása (America Destroyed by Design).
- 1999-ben elnyeri a "Legjobb austini rádiós műsorvezető" címet holtversenyben. Mégis elbocsátják a KJFK-tól, mivel a tömegmédiában tabunak számító témákkal foglalkozik, és ezen a rádió vezetésének kérésére nem hajlandó változtatni.
- 2000-ben Republikánus jelöltként indul a kongresszusi választáson a texasi 48-as választókörzetben, de még a választás előtt visszalép; az nem ismeretes, hogy fenyegetés hatására, csalódott a republikánus pártban (a későbbiekben már egy lapon emlegeti őket a Demokrata párttal), vagy egyéb okból.
- 2007-ben jelenik meg a Végjáték (Endgame)
- 2009-ben az Obama átverés (The Obama Deception: The Mask Comes Off)
- 2010-ben a Köztársaság bukása (Fall of The Republic) című filmje.

Alex Jones alapította és működteti az Infowars és Prison Planet honlapokat.
Rádiós munkásságából világhíres interjúalanyai közé tartozik Charlie Sheen, Chuck Norris, Jesse Ventura, David Ray Griffin, Aaron Russo, David Icke, Jim Marrs, Bob Chapman, David Lynch és David Mayer de Rothschild.
Alex Jones minden évben tüntetést szervez a Bilderberg Csoport gyűlésének helyszínére, a jelenlévők támogatásával, hangosbeszélőn át tiltakozik az ott hozott döntések ellen, miközben demokrata politikusok is részt vesznek a gyűlésen. A beazonosított résztvevők listáját Jones minden évben közzéteszi.

## Világnézete
Paleokonzervatív nézeteket vall, bár hívták már konzervatívnak, jobboldali összeesküvéselmélet-terjesztőnek (conspiracy theorist). Hívták libertariánusnak is, Jones ezzel azonosulni is tud, bár azt tagadja, hogy jobboldali beállítottságú lenne.
Úgy véli, a 9/11 Truth mozgalom elindításában kulcsszerepet játszott. Egy alkalommal George W. Bush elnök személyesen rendelte el a letartóztatását.
Piers Morgan brit származású amerikai televíziós műsorvezető vitára hívta ki Jonest, mert ő ki akarta tiltatni az országból, mert Jones úgy vélte, egy britnek nincs joga bírálni az amerikai alkotmány második törvénymódosítását (ami a szabad fegyvertartást biztosítja). Az interjún elszabadultak az indulatok, Jones torkaszakadtából kiabált, és Morgant az Új Világrend kiszolgálójának nevezte. Az interjúból médiaszenzáció lett.
Kritikusan áll hozzá a klímaváltozás tudományos elmélethez. Szerinte az egy Új Világrend által terjesztett átverés.

## Könyvei
| Év   | Könyv                                      | Kiadó                      |
| ---- | ------------------------------------------ | -------------------------- |
| 2002 | 9-11: Descent Into Tyranny                 | Progressive Press          |
| 2008 | The Answer to 1984 Is 1776                 | The Disinformation Company |
| 2022 | The Great Reset: And the War for the World | Skyhorse                   |